# Get Back Up (фильм)
Get Back Up — первый документальный фильм о группе Blue October, вышедший 21 мая 2020 года.

## Об альбоме
Изначальная идея фильма была задокументировать процесс возвращения вокалиста группы Джастина Фёрстенфелда к трезвому образу жизни.
В процессе работы музыканты поняли, что тема слишком узкая и есть более важные аспекты проблемы — отношения в группе, то, как на них повлияла зависимость Джастина, их семейные отношения и другие проблемы.
Фильм рассказывает о ранних годах Джастина, его первой группе «The Last Wish», создании «Blue October» в 1995 году, его наркотической зависимости, о том, как ему удалось спастись при поддержке его жены, товарищей по группе и семьи.
Режиссёром фильма выступил Норри Нивен (Ray Donovan, Dexter, American Idol), который ранее работал с группой над видео к песням «Fear», «Home» и «Bleed Out».

## Финансирование документального фильма
В ходе работы над проектом документального фильма группа столкнулась с финансовыми проблемами.
Сбор средств на создание фильма был объявлен ещё в 2014 году вместе с концертным DVD Things We Do At Night (Live from Texas). Концертный альбом был выпущен спустя год, но работа над документальным фильмом сильно затянулась из-за изменения концепции.
Площадка PledgeMusic, на которой собирали деньги на документальный фильм (ранее собирали на альбом Sway, Home и концертный DVD), была объявлена банкротом 31 июля 2019 года. Группа не получила ничего из средств, собранных на производство документального фильма. По правилам PledgeMusic деньги артисту выплачивались только по факту выхода финансируемого проекта. Несмотря на это, Blue October завершили работу над документальным фильмом и выполнили все заказы, сделанные на PledgeMusic.

## Релиз документального фильма
Из-за пандемии коронавируса в 2020 году официальные мероприятия в честь премьеры документального фильма были перенесены на неопределенный срок, возможно будут совсем отменены. Чтобы дать своим поклонникам возможность посмотреть фильм было принято решение выпустить его 21 мая 2020 года. Для релиза был создан специальный сайт getbackup.tv, а котором в день премьеры прошли специальные показы с возможностью задать вопрос Джастину Фёрстенфелду после просмотра.